# Terremoto de Tocopilla de 2007
El terremoto de Tocopilla de 2007 fue un sismo registrado el 14 de noviembre de 2007 a las 15:40:50 UTC (12:40:50 hora local). Su epicentro se localizó entre las localidades de Quillagua y Tocopilla, afectando a la Región de Tarapacá y la Región de Antofagasta, en el Norte Grande de Chile, mientras que su hipocentro tuvo una profundidad de 40 kilómetros.
El sismo, que fue percibido en gran parte de Chile, la región sur del Perú y algunos sectores de Bolivia, Argentina y Brasil, tuvo una magnitud de 7,7 en la escala sismológica de magnitud de momento y una duración de aproximadamente 215 segundos (3 minutos y 35 segundos).
Las ciudades de Tocopilla y María Elena fueron las más afectadas, quedando cerca de 1000 personas afectadas, un centenar de heridos y dos fallecidos producto de derrumbes aislados.

## Sismología
Chile se encuentra en el llamado Cinturón de fuego del Pacífico, la zona más activa sísmicamente del mundo, producto de la tectónica de placas que produce la subducción de la placa de Nazca bajo la placa Sudamericana. Estos movimientos generan gran tensión entre ambas placas que finalmente se libera en forma de terremotos o pequeños sismos. En el último tiempo, la zona del Norte Grande de Chile había sufrido el terremoto de Antofagasta de 1995 y el terremoto de Tarapacá de 2005.
El sismo fue sentido en territorio chileno desde Arica hasta Valparaíso, aunque las zonas más afectadas fueron las ciudades de Tocopilla y María Elena donde el terremoto fue percibido con una intensidad VIII en la escala sismológica de Mercalli mientras que en Calama y Antofagasta fue percibido con una intensidad VII en la escala sismológica de Mercalli, mientras que en Arica, Iquique y Alto Hospicio tuvieron intensidad VI; en Copiapó fue de intensidad V y en La Serena fue de intensidad III. En el Perú fue percibido en Arequipa, Moquegua y Tacna con intensidad IV. En Bolivia se apreció una réplica que se registró en la ciudad de La Paz con una intensidad III, la primera vez que ocurre un hecho similar desde 1994, y hasta fue sentido en algunos rascacielos de São Paulo, Brasil. Una réplica de 5,0 grados se sintió en las ciudades argentinas de Córdoba y San Juan.
De inmediato tras el evento telúrico principal, se registraron una serie de réplicas de gran intensidad. Únicamente ese mismo día, se registraron doce sismos de magnitud superior a los 5,0 grados, siendo el de mayor intensidad uno de 6,2 grados apenas dos horas después del terremoto. Al día siguiente, dos inmensas réplicas sacudieron las zonas afectadas: uno de 6,6 grados de magnitud a las 12:03 y uno de 7,3 tan sólo dos minutos después. Las réplicas continuarían en los días siguientes.
Nuevas réplicas se sucedieron por más de un mes. El 13 de diciembre de 2007 fueron percibidos dos sismos grandes, uno de magnitud 6,5 en la escala de Richter durante la madrugada y otro de 6,7 unas horas después. El día 16 de diciembre, una réplica de 7,2 grados de magnitud azotó la región a las 5:09:20 hora local con un epicentro a 55 km al SSE de Tocopilla.

## Efectos y daños producidos
En los primeros minutos tras el evento telúrico, fueron tomadas medidas precautorias en las principales ciudades costeras ante la eventualidad de un tsunami, que luego sería descartado. El terremoto provocó cortes en los servicios de electricidad y telefonía en las principales zonas afectadas que serían restablecidos durante el curso de la tarde, mientras que en la madrugada se produjo un apagón en las regiones de Iquique y Antofagasta que duró aproximadamentehasta cerca de las 6:30 de la mañana. También se produjeron desprendimientos de tierra y daños en algunas viviendas antiguas y de material ligero, especialmente en la antigua oficina salitrera de María Elena, donde un 40% de las viviendas presentaron daños menores. En tanto, las actividades mineras fueron suspendidas en la zona debido a algunos derrumbes aislados, como los ocurridos en el mineral de Chuquicamata. Un derrumbe de tierra en la Ruta 1, que conecta Tocopilla con Iquique, dejó a 50 trabajadores aislados por algunas horas.
La última réplica del 16 de diciembre causó algunos problemas menores en las localidades de las regiones de Tarapacá y Antofagasta, como cortes de electricidad, rasguños de pintura, caída de techo raso, paralización de algunas faenas mineras y caída de rocas en la Ruta 1, hubiendo cortes de tránsito aislados en el tramo entre Tocopilla e Iquique.

### Antofagasta
Por su ubicación geográfica sobre una sólida base rocosa, no hubo mayores estragos ni derrumbes en Antofagasta. Sin embargo, existieron cortes eléctricos durante todo el día del terremoto, un colapso de las telecomunicaciones y daños menores. El hecho más destacado fue la caída de la pesada cornisa del Hotel Radisson sobre dos automóviles, cuya imagen fue difundida por diversos medios de comunicación internacionales. El Aeropuerto Internacional Cerro Moreno tuvo grietas menores en la pista de aterrizaje y fue cerrado preventivamente durante algunas horas, mientras que varios edificios de la ciudad fueron desalojados en forma preventiva.

### Tocopilla
La ciudad más afectada fue Tocopilla, ubicada a 35 km al oeste del epicentro, resultando con un saldo de 2 muertos, 95 heridos leves (especialmente por contusiones producidas por vidrios), 200 casas con daños menores y mil personas afectadas en menor medida. El gobierno y la municipalidad de Tocopilla se encargaron de entregar recursos para la reparación de las casas.
Los dos muertos del terremoto fueron habitantes de Tocopilla. Una anciana de 88 años falleció producto de múltiples fracturas luego que un muro de ladrillos se derrumbara sobre ella mientras iba caminando por la calle durante el terremoto, mientras que la segunda fue una mujer de 54 años, quien murió luego de que una estantería de su casa se fuera abajo.

## Reacción y ayuda a zona afectada
El gobierno chileno inició de inmediato las labores de ayuda a las personas afectadas. El ministro del Interior, Belisario Velasco se dirigió de inmediato a las zonas afectadas junto a los titulares de las carteras de Obras Públicas, de Salud y de Vivienda y Urbanismo, mientras que la presidenta Michelle Bachelet llegó al día siguiente. Más de 100 viviendas de emergencia fueron enviadas de inmediato hacia el Norte Grande, y la Fuerza Aérea de Chile estableció un hospital de campaña para atender a los lesionados, algunos de los cuales debieron ser trasladados al hospital de Antofagasta, puesto que el hospital Marcos Macuada de Tocopilla presentaba algunos daños.
Algunos países ofrecieron ayuda para los afectados del terremoto: Argentina, Venezuela, España, Japón, Perú y Ecuador, e incluso los presidentes de estos dos últimos países (Alan García y Rafael Correa, respectivamente) contactaron en forma personal a la presidenta Bachelet el día 15 de noviembre para materializar su ofrecimiento. El Ministerio de Relaciones Exteriores fue finalmente la entidad que resolvió aceptar dicha ayuda y organizar de qué manera se enviaron los recursos.
Con el fin de coordinar las acciones, el gobierno central decidió establecer una "ministra en campaña", siendo designada la subsecretaria de Carabineros Javiera Blanco. El gobierno fijó como meta la entrega de 600 viviendas de emergencia antes del 24 de diciembre para las personas en peores condiciones con el objetivo de que "ningún tocopillano pase la Navidad en una casa llena de grietas". Además, se estableció la necesidad de reparar la comisaría y el hospital de Tocopilla. Según Blanco, los catastros realizados estimaron que cerca de 200 hogares debieran ser reparados, significando que cerca del 1% de las viviendas de las zonas afectadas tendrían que ser reparadas.
También concurrieron a la zona afectada los Cuerpos de Bomberos de Antofagasta, Calama y las Fuerzas de Tareas de los Cuerpos de Bomberos de Coquimbo y Viña del Mar, los cuales trabajaron en apuntalamientos de las estructuras colapsadas.

## Intensidades
| Lugar              | Intensidad percibida |
| ------------------ | -------------------- |
| Tocopilla          | VIII                 |
| María Elena        | VII                  |
| Antofagasta        | VII                  |
| Estación Baquedano | VII                  |
| Calama             | VII                  |
| Mejillones         | VII                  |
| Alto Hospicio      | VI                   |
| Arica              | VI                   |
| Huara              | VI                   |
| Iquique            | VI                   |
| Taltal             | VI                   |
| Caldera            | V                    |
| Chañaral           | V                    |
| Copiapó            | V                    |
| Tierra Amarilla    | V                    |
| Alto del Carmen    | III                  |
| Vallenar           | III                  |
| Freirina           | III                  |
| Huasco             | III                  |
| La Higuera         | III                  |
| La Serena          | III                  |
| Coquimbo           | III                  |
| Illapel            | III                  |
| Valparaíso         | II                   |
| Viña del Mar       | II                   |